# Federica Di Sarra
Federica Di Sarra (Fondi, 16 maggio 1990) è una tennista italiana.

## Carriera
Nel circuito già dal 2004 (eliminata alle qualificazioni a Jesi e successivamente nel tabellone principale all'ITF di Trecastagni, Catania, in un torneo da 10 000 dollari in cui giunse ai quarti di finale), Di Sarra, pur non vantando all'epoca ancora vittorie, giunse alla sua miglior classifica nel febbraio 2010 alla 305ª posizione del ranking WTA.
Quello fu l'anno anche delle sue prime affermazioni da professionista: ad agosto giunse la sua prima vittoria in assoluto, in doppio con Valentina Sulpizio a Locri contro le connazionali Grazioso e Savoretti e, una settimana più tardi, nel torneo ITF di Todi la prima in singolare battendo in finale l'austriaca Lisa Maria Reichmann; replicò a settembre, vincendo nello stesso torneo, a Casale Monferrato, dapprima nel doppio insieme a Giulia Gabba e, a seguire, nel singolare.
Nel 2011 fu di nuovo vincitrice a Todi, ma nel doppio insieme ad Angelica Moratelli (7-6 [6] 7-5) a Bengson-Flower).
Il 2012 la vide vincitrice del suo primo torneo da 25 000 dollari, a Imola, guadagnato sia in singolare che in doppio insieme ad Alice Balducci; ancora a Campobasso giunse la vittoria in entrambi i tornei (nel doppio in coppia con Giulia Pairone) e successivamente altre due vittorie in doppio, un 25 000 dollari a Monteroni d'Arbia e un 10 000 a Bagnatica, entrambi in coppia con Anastasia Grymalska.
Nel 2013 Di Sarra fu tra le rappresentanti del tennis italiano ai XVII Giochi del Mediterraneo di Mersin (Turchia).
In tale torneo giunse al bronzo nel singolare battendo nella finale per il terzo posto la sua compagna di doppio Grymalska, in coppia con la quale si aggiudicò l'argento perdendo la finale del doppio contro la coppia turca Büyükakçay-Özgen 6-4 2-6 5-7; in agosto fece seguito la vittoria in doppio in un altro 10 000, a Locri, insieme alla greca Despina Papamichail.
Le citate sono le affermazioni di Di Sarra, al 2017, che ha rallentato l'attività agonistica non potendo affrontare le trasferte in quanto fuori dal range di età per accedere ai sussidi federali; agli Internazionali 2017 di Roma è stata sconfitta alla gara di finale del torneo di prequalificazione utile a vedersi assegnata una delle wildcard per il tabellone principale del torneo.
Dopo aver vinto,nell'aprile 2019, in coppia Anastasia Grymalska, il torneo di doppio a S. Margherita di Pula, ripresa l'attività con maggiore regolarità, nel 2020 si è aggiudicata 3 tornei ITF (Trieste, Tarvisio e Ortisei) e, in coppia con Martina Colmegna, il doppio nell'ITF di Cordenons. La stagione 2021, la vede vincere nel doppio, in coppia con Camilla Rosatello i tornei ITF da 25000$ di Poitiers, Otocec e Torino.

## Statistiche ITF

### Singolare

#### Vittorie (8)
| Torneo $100.000 (0) |
| Torneo $80.000 (0)  |
| Torneo $75.000 (0)  |
| Torneo $60.000 (0)  |
| Torneo $50.000 (0)  |
| Torneo $25.000 (2)  |
| Torneo $15.000 (3)  |
| Torneo $10.000 (3)  |

| N. | Data              | Torneo                                                 | Superficie  | Avversaria in finale   | Punteggio     |
| 1. | 21 agosto 2010    | Internazionali di Tennis dell'Umbria, Todi             | Terra rossa | Lisa Maria Reichmann   | 6–1, 6–3      |
| 2. | 12 settembre 2010 | Trofeo Società Gestioni Energetiche, Casale Monferrato | Terra rossa | Erika Zanchetta        | 6–3, 6–4      |
| 3. | 24 giugno 2012    | Internazionali Regione Molise, Campobasso              | Terra rossa | Ani Amiraghyan         | 7–5, 6–2      |
| 4. | 22 luglio 2012    | Internazionali di Imola, Imola                         | Sintetico   | Julia Mayr             | 6–4, 6–2      |
| 5. | 11 novembre 2017  | Internazionali Tennis Val Gardena Südtirol, Ortisei    | Cemento (i) | Alina Silič            | 6–1, 6–3      |
| 6. | 5 settembre 2020  | CMG Tennis Cup, Trieste                                | Terra rossa | Camilla Rosatello      | 6–0, 6–1      |
| 7. | 13 settembre 2020 | Città di Tarvisio Tennis Cup, Tarvisio                 | Terra rossa | Maryna Zanevs'ka       | 3–6, 6–3, 6-4 |
| 8. | 7 novembre 2020   | Internazionali Tennis Val Gardena Südtirol, Ortisei    | Cemento (i) | Kathinka von Deichmann | 6–3, 6-3      |

#### Sconfitte (11)
| Torneo $100.000 (0) |
| Torneo $80.000 (0)  |
| Torneo $75.000 (0)  |
| Torneo $60.000 (1)  |
| Torneo $50.000 (0)  |
| Torneo $25.000 (3)  |
| Torneo $15.000 (2)  |
| Torneo $10.000 (5)  |

| N.  | Data              | Torneo                                                     | Superficie  | Avversaria in finale  | Punteggio        |
| 1.  | 5 agosto 2007     | Trofeo Città di Gardone Val Trompia, Gardone Val Trompia   | Terra rossa | Verdiana Verardi      | 6-4, 4-6, 3-6    |
| 2.  | 12 agosto 2007    | MTA Cup, Jesi                                              | Sintetico   | Anna-Giulia Remondina | 6-4, 1-6, 6(5)-7 |
| 3.  | 22 giugno 2008    | Trofeul Distrigaz Sud, Bucarest                            | Terra rossa | Mihaela Buzărnescu    | 2-6, 2-6         |
| 4.  | 10 maggio 2009    | Città di Firenze, Firenze                                  | Terra rossa | Dar'ja Kustova        | 2-6, 1-6         |
| 5.  | 9 ottobre 2011    | ITF Women's Circuit Settimo San Pietro, Settimo San Pietro | Terra rossa | Anne Schäfer          | 6-3, 3-6, 6(3)-7 |
| 6.  | 14 luglio 2013    | Trofeo Mabo, Torino                                        | Terra rossa | Claudia Giovine       | 6-4, 6(6)-7, 2-6 |
| 7.  | 19 agosto 2017    | International Country Cuneo, Cuneo                         | Terra rossa | Martina Colmegna      | 7-6(2), 3-6, 3-6 |
| 8.  | 10 settembre 2017 | CMG Tennis Cup, Trieste                                    | Terra rossa | Martina Caregaro      | 6-2, 1-6, 2-6    |
| 9.  | 27 marzo 2018     | Forte Village International Tournament, Pula               | Terra rossa | Olga Danilović        | 4-6, 3-6         |
| 10. | 29 settembre 2019 | BTC Cup Brno, Brno                                         | Terra rossa | Eléonora Molinaro     | 4-6, 3-6         |
| 11. | 1º agosto 2021    | Reinert Open, Versmold                                     | Terra rossa | Elina Avanesjan       | 7-6(4), 2-6, 2-6 |

### Doppio

#### Vittorie (22)
| Torneo $100.000 (0) |
| Torneo $80.000 (0)  |
| Torneo $75.000 (0)  |
| Torneo $60.000 (0)  |
| Torneo $50.000 (0)  |
| Torneo $25.000 (10) |
| Torneo $15.000 (6)  |
| Torneo $10.000 (6)  |

| N.  | Data              | Torneo                                                 | Superficie      | Compagna               | Avversarie in finale                 | Punteggio           |
| 1.  | 15 agosto 2010    | Torneo Città di Locri, Locri                           | Terra rossa     | Valentina Sulpizio     | Federica Grazioso Alice Savoretti    | 6–4, 6–2            |
| 2.  | 11 settembre 2010 | Trofeo Società Gestioni Energetiche, Casale Monferrato | Terra rossa     | Giulia Gabba           | Federica Grazioso Vivienne Vierin    | 6–2, 6–2            |
| 3.  | 15 agosto 2011    | Internazionali di Tennis dell'Umbria, Todi             | Terra rossa     | Angelica Moratelli     | Stephanie Bengson Kirsten Flower     | 7-6(5), 7-5         |
| 4.  | 23 giugno 2012    | Internazionali Regione Molise, Campobasso              | Terra rossa     | Giulia Pairone         | Giulia Gasparri Giulia Sussarello    | 6-2, 6-1            |
| 5.  | 21 luglio 2012    | Internazionali di Imola, Imola                         | Sintetico       | Alice Balducci         | Tadeja Majerič Marina Mel'nikova     | w/o                 |
| 6.  | 11 agosto 2012    | Monteroni International, Monteroni d'Arbia             | Terra rossa     | Anastasia Grymalska    | Alice Balducci Karin Knapp           | 6-4, 5-7, [10-7]    |
| 7.  | 2 settembre 2012  | Trofeo CPZ, Bagnatica                                  | Terra rossa     | Anastasia Grymalska    | Tatiana Búa Claudia Giovine          | 7-5, 6-2            |
| 8.  | 17 agosto 2013    | Torneo Città di Locri, Locri                           | Terra rossa     | Despina Papamichail    | Alice Matteucci Camilla Rosatello    | 6-3, 3-6, [10-4]    |
| 9.  | 30 giugno 2017    | Città di Tarvisio Tennis Cup, Tarvisio                 | Terra rossa     | Lisa Sabino            | Carla Lucero Szabina Szlavikovics    | 6-0, 6-3            |
| 10. | 28 luglio 2017    | GPS Schio, Schio                                       | Terra rossa     | Lisa Sabino            | Anastasia Grymalska Maria Masini     | 6-0, 6-1            |
| 11. | 18 agosto 2017    | International Country Cuneo, Cuneo                     | Terra rossa     | Anastasia Grymalska    | Melina Ferrero Sofia Luini           | 6-0, 6-1            |
| 12. | 26 agosto 2017    | Torneo Internazionale Femminile Sezze, Sezze           | Terra rossa     | Giorgia Marchetti      | Marija Mafurtina Dalila Spiteri      | 3-6, 6-3, [11-9]    |
| 13. | 15 dicembre 2017  | Acqua Dolomia Serena Wines Tennis Cup, Cordenons       | Terra rossa (i) | Michele Alexandra Zmau | Lucia Bronzetti Ljudmila Samsonova   | 6-2, 1-6, [10-8]    |
| 14. | 20 luglio 2018    | Internazionali di Imola, Imola                         | Sintetico       | Giorgia Marchetti      | Claudia Giovine Manca Pislak         | 6-3, 6-1            |
| 15. | 15 settembre 2018 | Forte Village International Tournament, Pula           | Terra rossa     | Martina Colmegna       | Emily Arbuthnott Katharina Hobgarski | 7-6(0), 6-2         |
| 16. | 22 settembre 2018 | Forte Village International Tournament, Pula           | Terra rossa     | Anastasia Grymalska    | Deborah Chiesa Tatiana Pieri         | 7-6(3), 6-2         |
| 17. | 21 ottobre 2018   | Forte Village International Tournament, Pula           | Terra rossa     | Martina Colmegna       | Lea Bošković Cristina Dinu           | 6-4, 7-6(1)         |
| 18. | 21 aprile 2019    | Forte Village International Tournament, Pula           | Terra rossa     | Anastasia Grymalska    | Giorgia Marchetti Camilla Rosatello  | 6-4, 6-1            |
| 19. | 28 agosto 2020    | Acqua Dolomia Serena Wines Tennis Cup, Cordenons       | Terra rossa     | Martina Colmegna       | Angelica Moratelli Nika Radisič      | 6-2, 7-6(7)         |
| 20. | 26 febbraio 2021  | Internationaux Féminins de la Vienne, Poitiers         | Cemento (i)     | Camilla Rosatello      | Seone Mendez Estelle Cascino         | 6-4, 6-3            |
| 21. | 30 maggio 2021    | Krka Open Otocec, Otočec                               | Terra rossa     | Camilla Rosatello      | Lea Bošković Raluca Șerban           | 6-4, 6(4)-7, [10-4] |
| 22. | 10 luglio 2021    | Trofeo Mabo, Torino                                    | Terra rossa     | Camilla Rosatello      | Lucia Bronzetti Aurora Zantedeschi   | 6-2, 6-2            |

#### Sconfitte (13)
| Torneo $100.000 (0) |
| Torneo $80.000 (0)  |
| Torneo $75.000 (0)  |
| Torneo $60.000 (0)  |
| Torneo $50.000 (0)  |
| Torneo $25.000 (5)  |
| Torneo $15.000 (3)  |
| Torneo $10.000 (5)  |

| N.  | Data              | Torneo                                                     | Superficie  | Compagna            | Avversarie in finale                     | Punteggio              |
| 1.  | 15 agosto 2009    | Pesaro Open, Pesaro                                        | Terra rossa | Alice Balducci      | Anastasia Grymalska Martina Trevisan     | 2-6, 2-6               |
| 2.  | 8 novembre 2009   | ITF Women's Circuit Mallorca, Maiorca                      | Terra rossa | Martina Di Giuseppe | Katerina Avdijenko Anastasija Ljtovčenko | 3-6, 6(5)-7            |
| 3.  | 8 ottobre 2011    | ITF Women's Circuit Settimo San Pietro, Settimo San Pietro | Terra rossa | Alice Savoretti     | Carolin Daniels Laura Schäder            | 5-7, 4-6               |
| 4.  | 22 febbraio 2014  | Open GDF SUEZ de la Ville de Macon, Mâcon                  | Cemento (i) | Camilla Rosatello   | Audrey Albié Kinnie Laisné               | 3-6, 6-2, [8-10]       |
| 5.  | 5 luglio 2014     | Internazionali di Tennis dell'Umbria, Todi                 | Terra rossa | Alice Savoretti     | Deborah Chiesa Beatrice Lombardo         | 3-6, 6-3, [8-10]       |
| 6.  | 17 febbraio 2018  | GD Tennis Cup, Adalia                                      | Cemento     | Martina Caregaro    | Ekaterine Gorgodze Dea Herdželaš         | 2-6, 4-6               |
| 7.  | 29 giugno 2018    | Verbier Open, Verbier                                      | Terra rossa | Martina Caregaro    | Gabriela Horáčková Nina Stadler          | 6(5)-7, 7-6(3), [7-10] |
| 8.  | 13 luglio 2018    | Trofeo Mabo, Torino                                        | Terra rossa | Martina Caregaro    | Vivian Heisen Sandra Samir               | 3-6, 2-6               |
| 9.  | 3 novembre 2018   | Forte Village International Tournament, Pula               | Terra rossa | Anastasia Grymalska | Cristina Dinu Andreea Mitu               | w/o                    |
| 10. | 31 agosto 2019    | Trofeo CPZ, Bagnatica                                      | Terra rossa | Martina Caregaro    | Carolina Meligeni Alves Gabriela Cé      | 2-6, 6-1, [5-10]       |
| 11. | 18 settembre 2020 | Torneo Internazionale Femminile Città di Grado, Grado      | Terra rossa | Camilla Rosatello   | Anna Bondár Fanny Stollár                | 5-7, 2-6               |
| 12. | 7 novembre 2020   | Internazionali Tennis Val Gardena Südtirol, Ortisei        | Cemento (i) | Anastasia Kulikova  | Suzan Lamens Kimberley Zimmermann        | 6-3, 4-6, [9-11]       |
| 13. | 4 giugno 2021     | Torneo Internazionale Femminile Città di Grado, Grado      | Terra rossa | Camilla Rosatello   | Lucia Bronzetti Isabella Šinikova        | 4-6, 6-2, [8-10]       |